# Amy Mbacke Thiamová
Amy Mbacké Thiam (* 10. listopadu 1976) je bývalá senegalská atletka, specializující se na běh na 200 a 400 metrů, první sprinterka z Afriky, která se stala mistryní světa.

## Sportovní kariéra
Na mistrovství světa v roce 2001 postoupila do finále běhu na 400 metrů v nejlepším čase, ale nebyla považována za favoritku. Zvítězila však v novém osobním rekordu 49,86 s. Na dalším světovém šampionátu v roce 2003 získala ve stejné disciplíně bronzovou medaili. Na olympiádě v Athénách v roce 2004 do finále „čtvrtky" nepostoupila. Na mistrovství světa v roce 2005 do finále běhu na 400 metrů sice postoupila, doběhla však na osmém místě.

## Osobní rekordy
- 200 m - 23,03 s (1997)
- 400 m - 49,40 s (1997)